# Paläoproterozoikum
| Äon                                      | Ära                                                 | Periode    | ≈ Alter (mya) |
| später                                   | später                                              | später     | jünger        |
| ---------------------------------------- | --------------------------------------------------- | ---------- | ------------- |
| P r o t e r o z o i k u m Dauer: 1959 Ma | Neoproterozoikum Jungproterozoikum Dauer: 459 Ma    | Ediacarium | 541 ⬍ 635     |
| P r o t e r o z o i k u m Dauer: 1959 Ma | Neoproterozoikum Jungproterozoikum Dauer: 459 Ma    | Cryogenium | 635 ⬍ 720     |
| P r o t e r o z o i k u m Dauer: 1959 Ma | Neoproterozoikum Jungproterozoikum Dauer: 459 Ma    | Tonium     | 720 ⬍ 1000    |
| P r o t e r o z o i k u m Dauer: 1959 Ma | Mesoproterozoikum Mittelproterozoikum Dauer: 600 Ma | Stenium    | 1000 ⬍ 1200   |
| P r o t e r o z o i k u m Dauer: 1959 Ma | Mesoproterozoikum Mittelproterozoikum Dauer: 600 Ma | Ectasium   | 1200 ⬍ 1400   |
| P r o t e r o z o i k u m Dauer: 1959 Ma | Mesoproterozoikum Mittelproterozoikum Dauer: 600 Ma | Calymmium  | 1400 ⬍ 1600   |
| P r o t e r o z o i k u m Dauer: 1959 Ma | Paläoproterozoikum Altproterozoikum Dauer: 900 Ma   | Statherium | 1600 ⬍ 1800   |
| P r o t e r o z o i k u m Dauer: 1959 Ma | Paläoproterozoikum Altproterozoikum Dauer: 900 Ma   | Orosirium  | 1800 ⬍ 2050   |
| P r o t e r o z o i k u m Dauer: 1959 Ma | Paläoproterozoikum Altproterozoikum Dauer: 900 Ma   | Rhyacium   | 2050 ⬍ 2300   |
| P r o t e r o z o i k u m Dauer: 1959 Ma | Paläoproterozoikum Altproterozoikum Dauer: 900 Ma   | Siderium   | 2300 ⬍ 2500   |
| früher                                   | früher                                              | früher     | älter         |

Das Paläoproterozoikum (= Altproterozoikum) ist eine Ära der Erdgeschichte. Innerhalb des Äons des Proterozoikums stellt es die älteste Ära dar, es beginnt vor etwa 2500 und endet vor 1600 Millionen Jahren. Zudem ist es die längste Ära innerhalb der Erdgeschichte.

## Atmosphäre im Paläoproterozoikum
Im Paläoproterozoikum erhöhte sich die Sauerstoffkonzentration in der Atmosphäre auf >1 %. Die starke tektonische Aktivität führte in der Zeit stetig zur Neubildung und zum Zerfall von Kontinenten. Die durch die tektonischen Aktivitäten entstandenen starken Klimaschwankungen beschleunigten nach dem Prinzip der positiven Rückkopplung die Erosion der Landmassen. Die Erosion erzeugte ihrerseits eine erhöhte Zuführung von Nährstoffen in die Ozeane, was zu einer verstärkten Primärproduktion führte. Zu den Primärproduzenten gehörten unter anderem die Vorfahren der heutigen Cyanobakterien, deren photosynthetische Aktivität den Konzentrationsanstieg an freiem Sauerstoff in der Atmosphäre und im Meerwasser verursachte. Das vermehrte Auftreten von freiem Sauerstoff in der Erdatmosphäre hatte schwerwiegende Konsequenzen für eine Vielzahl der anaeroben Mikroorganismen, der bis zu diesem Zeitpunkt zahlenmäßig am stärksten vertretenen Lebensformen. Die Anreicherung war für viele der mikrobiellen Arten toxisch. So führte der Anstieg des Sauerstoffgehalts zum ersten großen Massenaussterben in der Erdgeschichte. Da diese Veränderung, im Vergleich zum menschengemachten Anstieg der Treibhausgase in der Atmosphäre, langsam war, konnten sich viele Lebensformen an die neuen Umweltbedingungen anpassen und sogar von ihnen profitieren. Die Bildung von Ozon in der Stratosphäre ermöglichte durch den Schutz vor UV-Strahlung erstmals die Besiedlung des Festlands. Folgen des ansteigenden Sauerstoffgehalts waren zudem die Fällung von Eisen und somit die Ausbildung von Bändererzen im Meerwasser sowie die Ausdehnung von großflächigen Manganablagerungen.

## Biologie
Während des Paläoproterozoikums entwickelte sich das noch einzellige Leben weiter. Aus einfachen Bakterien entwickelten sich die ersten komplexen Einzeller mit Organellen und später auch einem Zellkern (Eukaryoten). Hierzu gehörten auch die ersten Grünalgen und die ersten einzelligen Tiere. Es wurden auch Fossilien mit für Pilze typischen Merkmalen in 2,4 Milliarden Jahre altem Basalt gefunden. Diese mehrzelligen benthischen Organismen hatten filamentöse Strukturen, die zur Anastomose fähig waren.

## Untergliederung des Paläoproterozoikums
Die Untergliederung des Paläoproterozoikums:
- Äon: Proterozoikum (2500–541 mya)
  - Ära: Neoproterozoikum (1000–541 mya)
  - Ära: Mesoproterozoikum (1600–1000 mya)
  - Ära: Paläoproterozoikum (2500–1600 mya)
    - Periode: Statherium (1800–1600 mya)
    - Periode: Orosirium (2050–1800 mya)
    - Periode: Rhyacium (2300–2050 mya)
    - Periode: Siderium (2500–2300 mya)